# Pleospora gigaspora
Pleospora gigaspora är en svampart som beskrevs av P. Karst. 1884. Pleospora gigaspora ingår i släktet Pleospora och familjen Pleosporaceae.  Arten är reproducerande i Sverige. Inga underarter finns listade i Catalogue of Life.